# Descanso na Fuga para o Egito (Mola)
Descanso na Fuga para o Egito é uma pintura do mestre do barroco italiano Pier Francesco Mola (1612–1666), que se encontra no Metropolitan Museum of Art na cidade de Nova York.

## História
Mola retrata Maria estendendo a mão para pegar o menino Jesus, com o idoso José reclinado perto.  A Sagrada Família desfruta de um piquenique.  Eles estão rodeados por exuberantes árvores caducifólias.  Ao fundo, um anjo leva um burro para beber água na nascente criada por Jesus.  O asno ou burro é um símbolo frequente do Messias na iconografia cristã.
A data exata da pintura de meados do século XVII não é conhecida, mas é considerada pelo historiador da arte Richard Cocke a primeira de suas seis pinturas que tratam do mesmo tema.
A pintura fazia parte da doação do Wrightsman Fund em 1993 ao Museu Metropolitano de Arte e, a partir de janeiro de 2011, está em exibição pública.